# Eumorpha
Genre
Le genre Eumorpha regroupe des lépidoptères (papillons) de la famille des Sphingidae, de la sous-famille des Macroglossinae et de la tribu des Philampelini.

## Distribution
Le genre se trouve principalement en Amérique du Nord et du Sud.

## Systématique
- Le genre a été décrit par l’entomologiste allemand Hübner en 1807[1].
- L'espèce type est Eumorpha labruscae (Linnaeus, 1758)

### Synonymie
- Pholus Hübner, 1819
- Daphnis Hübner, 1819
- Argeus Hübner, 1819
- Dupo Hübner, 1819[2]
- Philampelus Harris, 1839[3]

### Taxinomie
Liste des espèces
- Eumorpha achemon (Drury, 1773)
- Eumorpha adamsi (Rothschild & Jordan, 1903)
- Eumorpha analis (Rothschild & Jordan, 1903)
- Eumorpha anchemolus (Cramer, 1780)
- Eumorpha capronnieri (Boisduval, 1875)
- Eumorpha cissi (Schaufuss, 1870)
- Eumorpha drucei (Rothschild & Jordan, 1903)
- Eumorpha elisa (Smyth, 1901)
- Eumorpha fasciata (Sulzer, 1776)
- Eumorpha intermedia (Clark, 1917)
- Eumorpha labruscae (Linnaeus, 1758)
- Eumorpha megaeacus (Hübner, [1819])
- Eumorpha mirificatus (Grote, 1874)
- Eumorpha neuburgeri (Rothschild & Jordan, 1903)
- Eumorpha obliquus (Rothschild & Jordan, 1903)
- Eumorpha pandorus (Hübner, 1821)
- Eumorpha phorbas (Cramer, 1775)
- Eumorpha satellitia (Linnaeus, 1771)
- Eumorpha strenua (Ménétriés, 1857)
- Eumorpha translineatus (Rothscihld, 1895)
- Eumorpha triangulum (Rothschild & Jordan, 1903)
- Eumorpha typhon (Klug, 1836)
- Eumorpha vitis (Linnaeus, 1758)

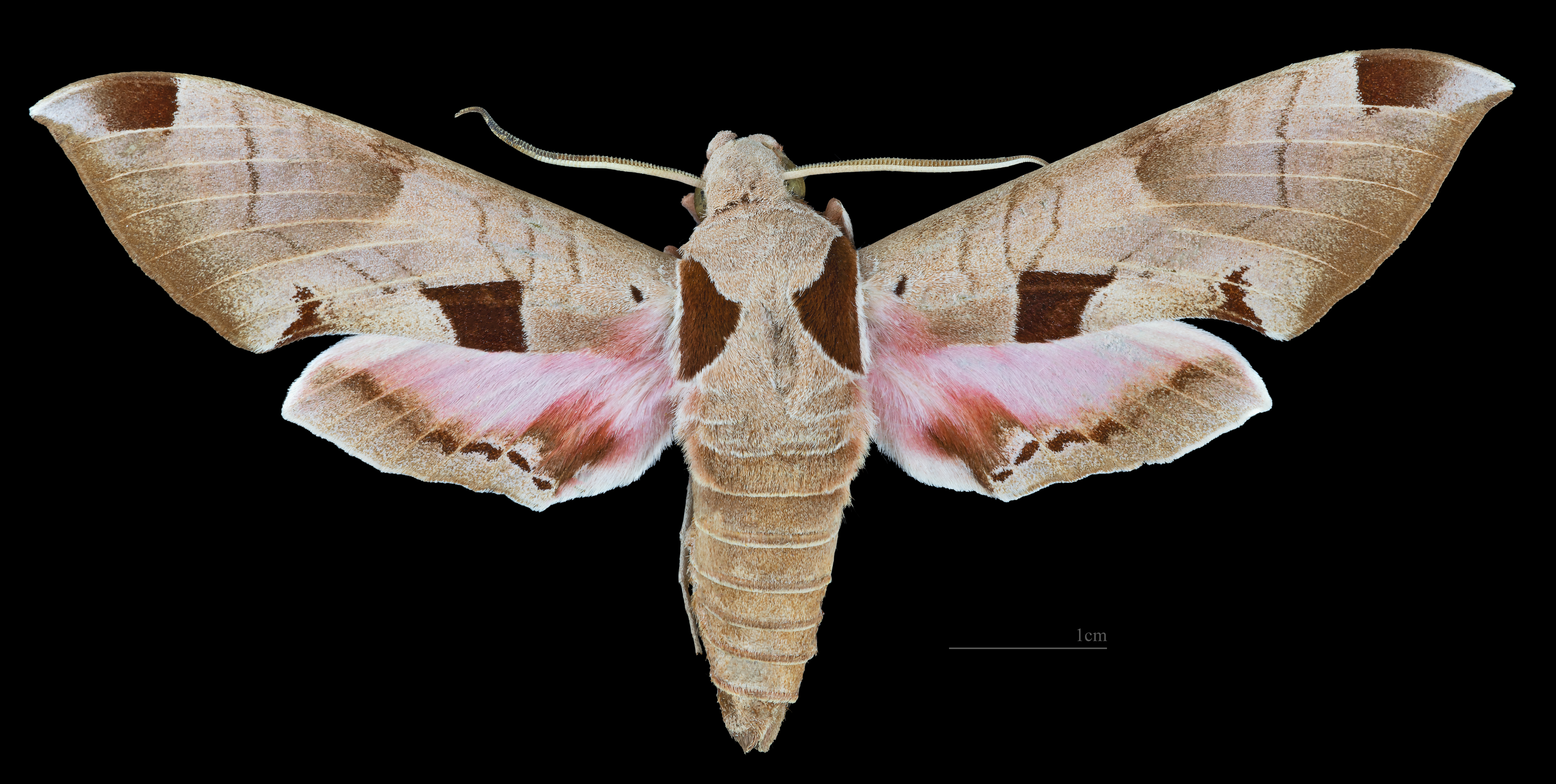
Eumorpha achemon
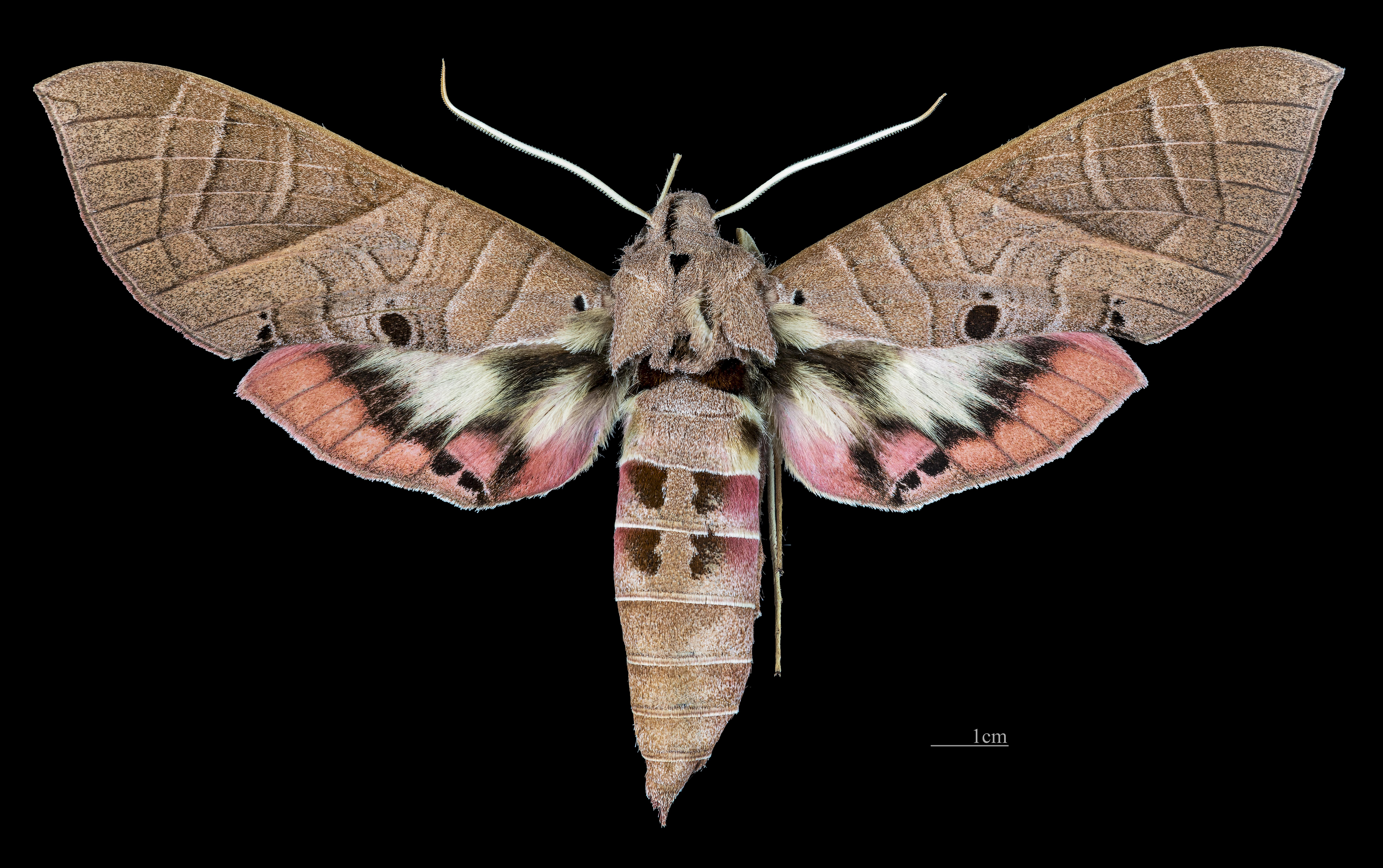
Eumorpha adamsi
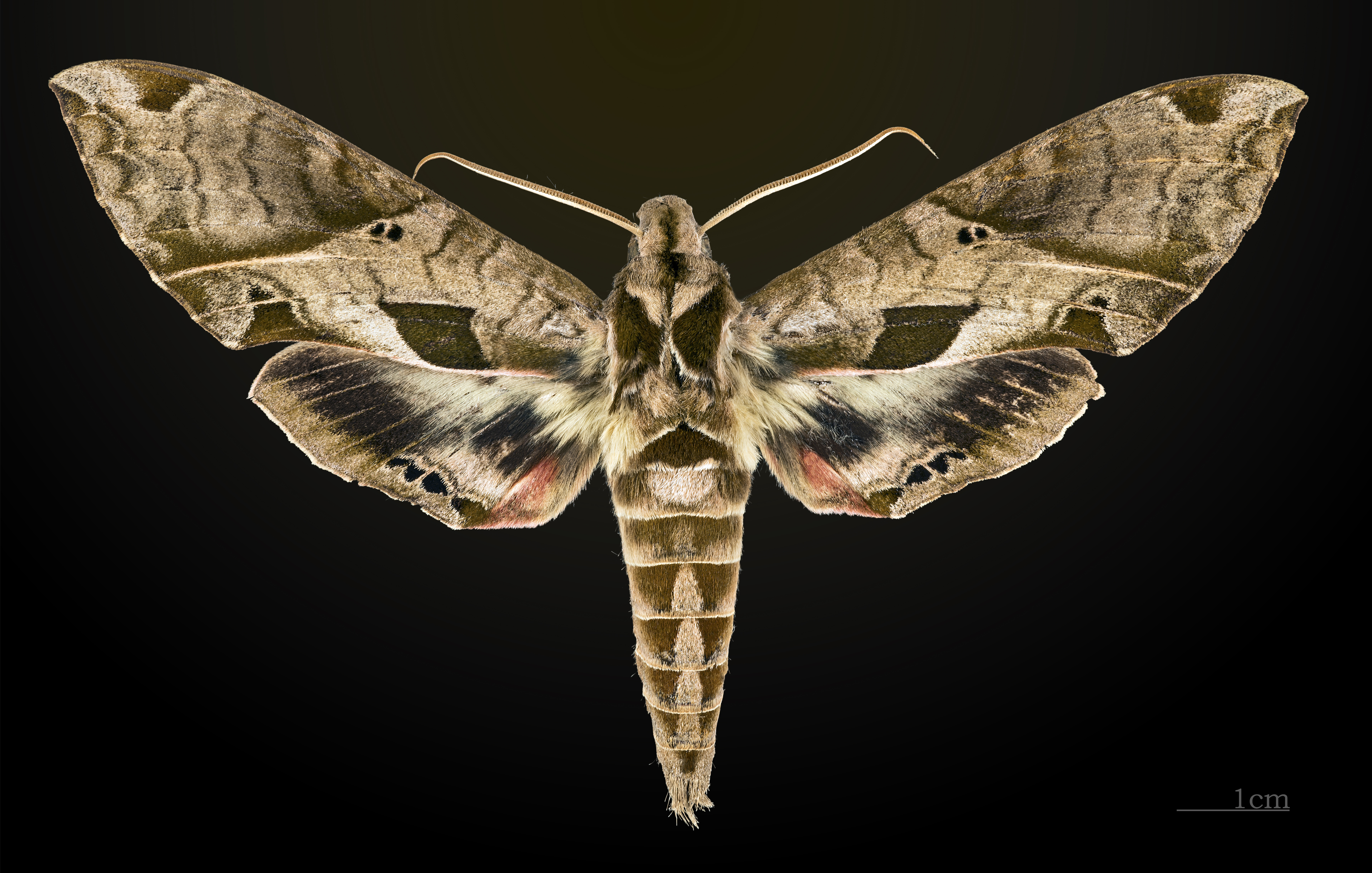
Eumorpha analis
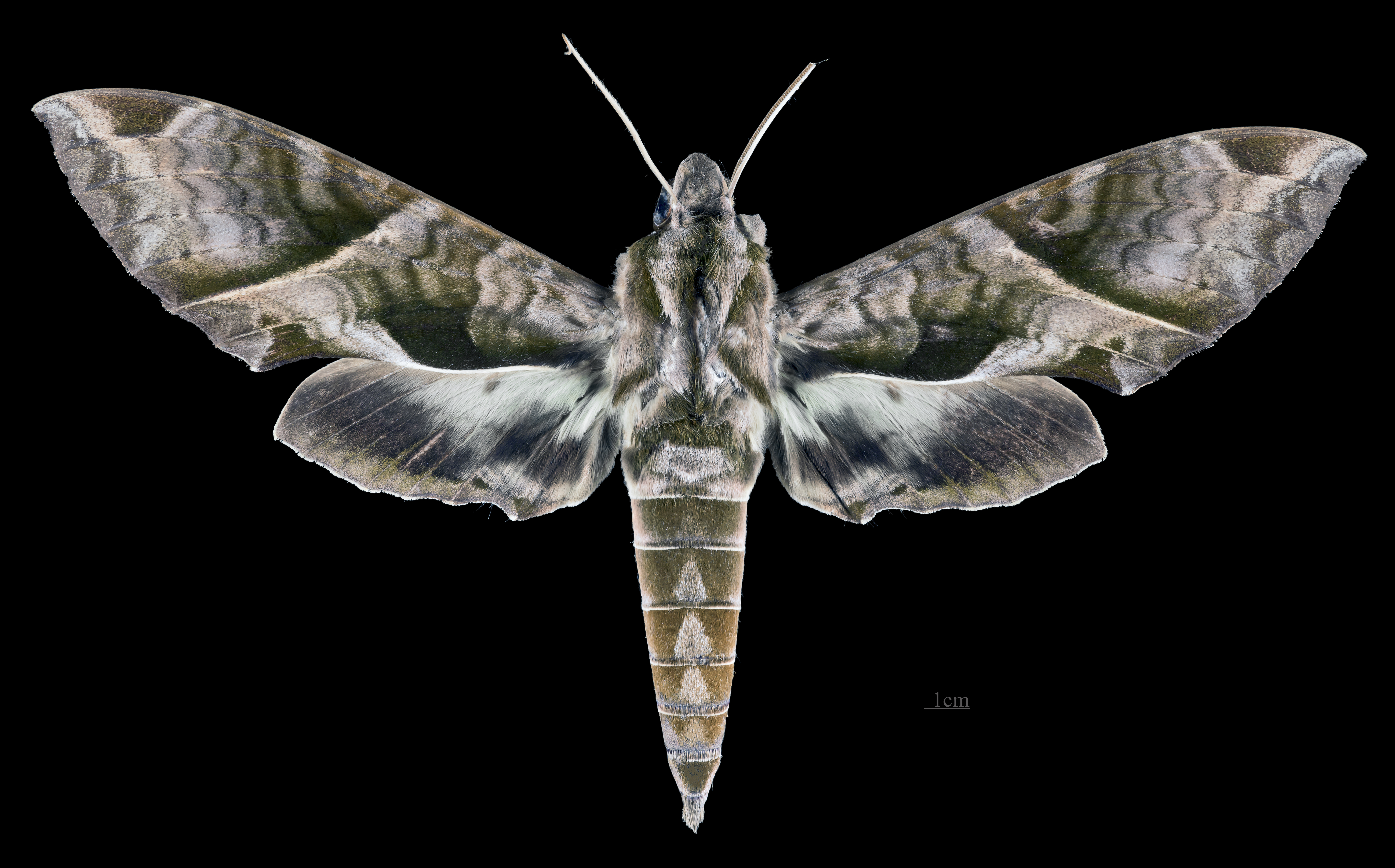
Eumorpha anchemolus
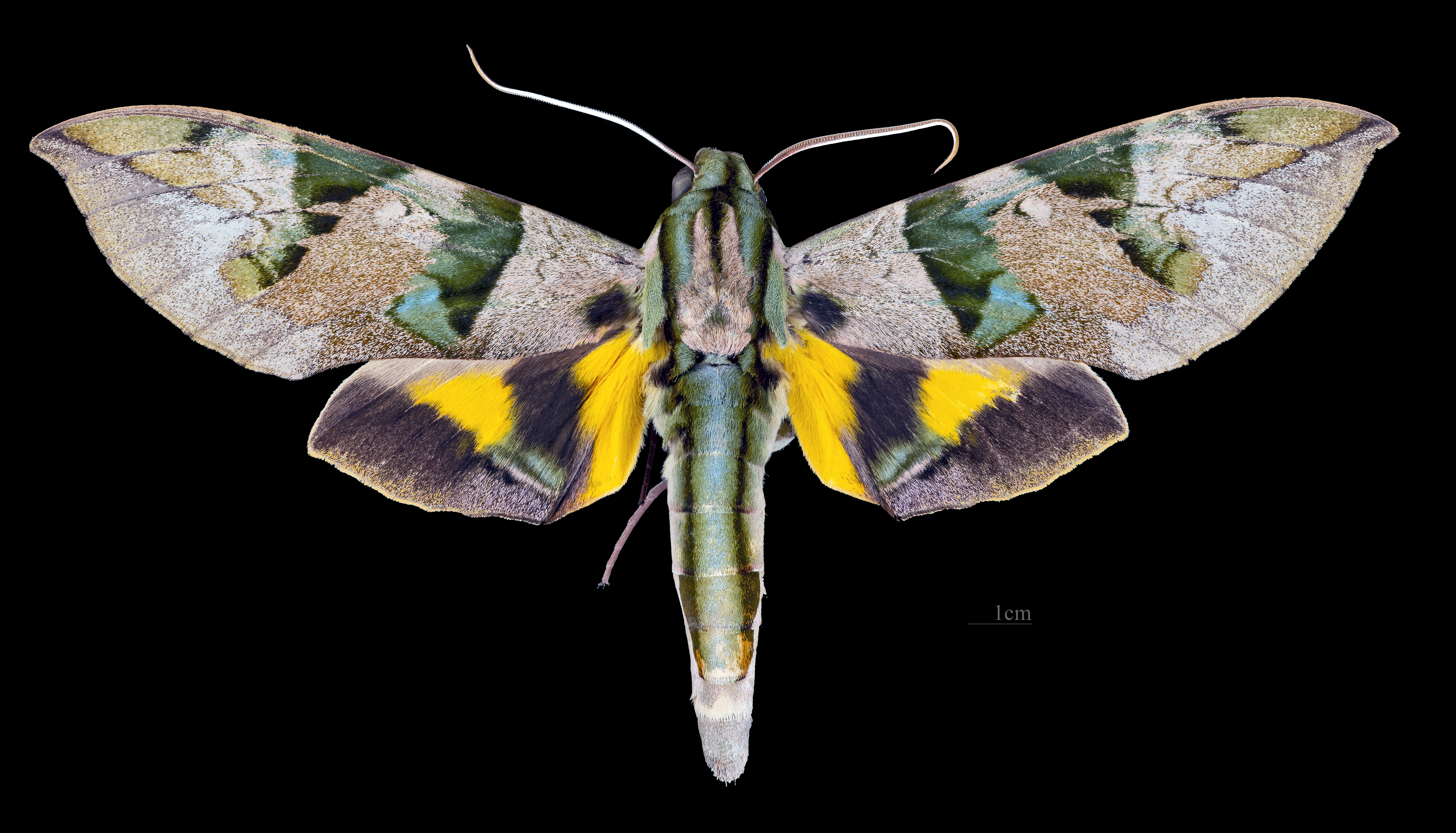
Eumorpha capronnieri
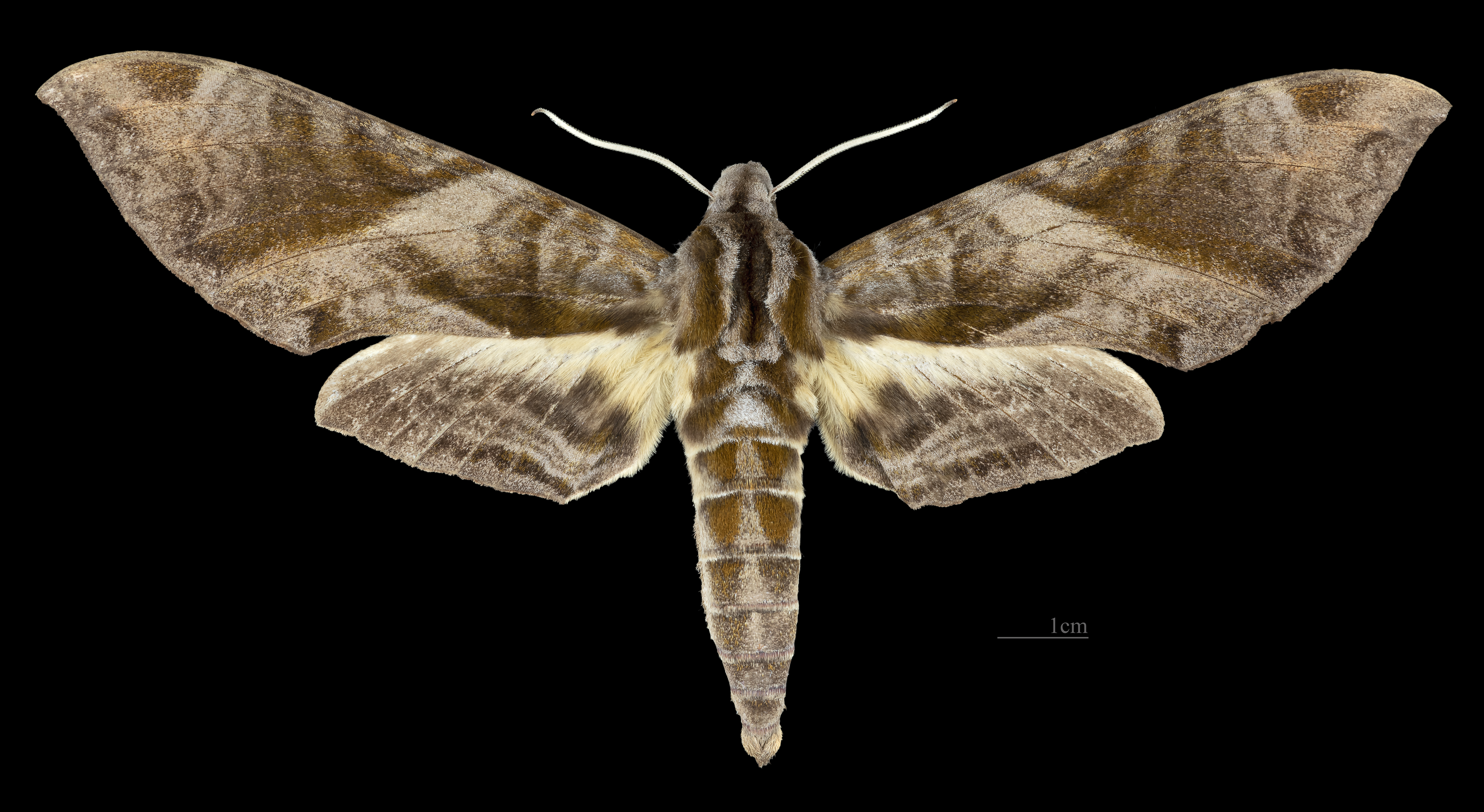
Eumorpha cissi
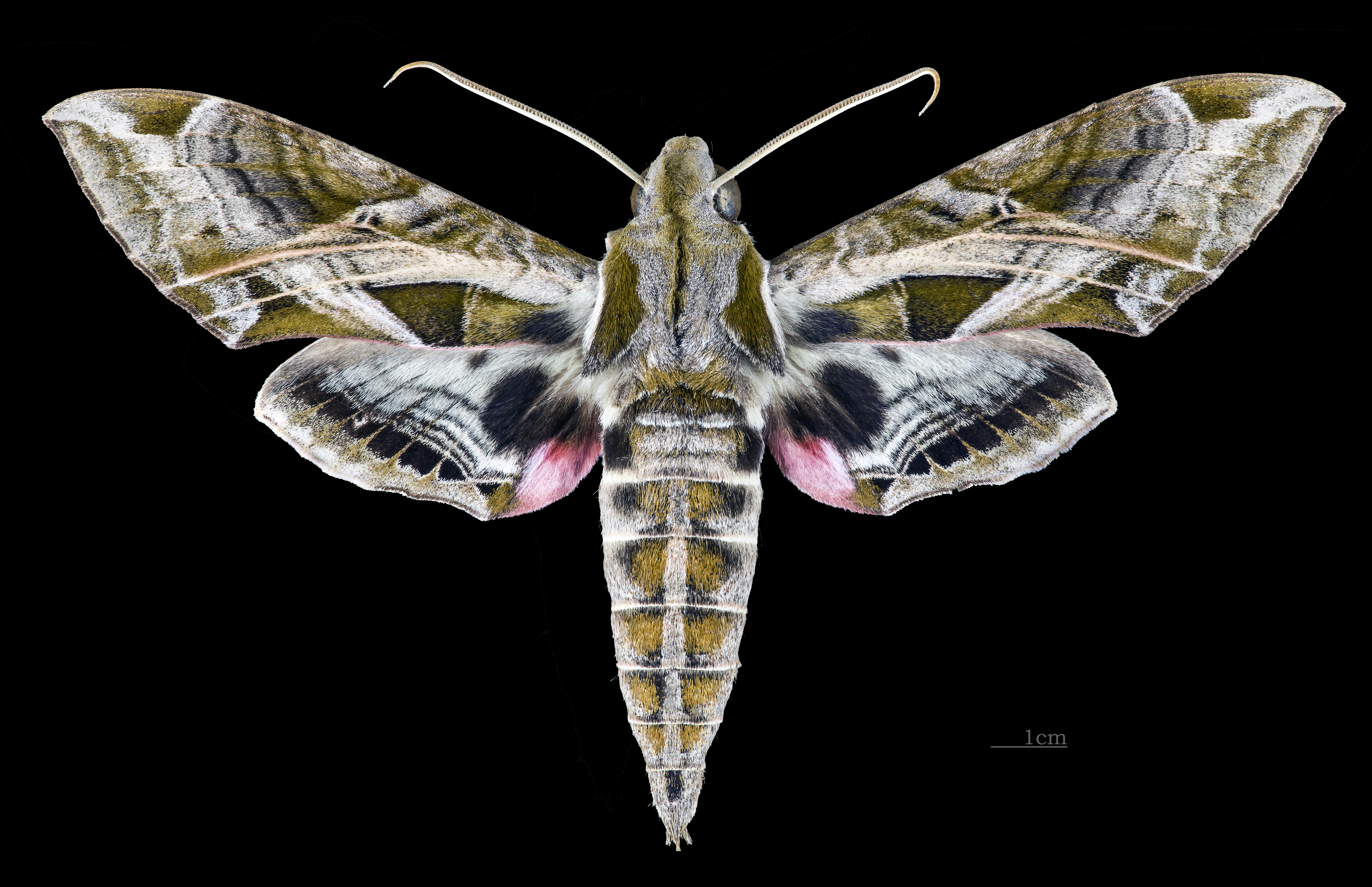
Eumorpha drucei
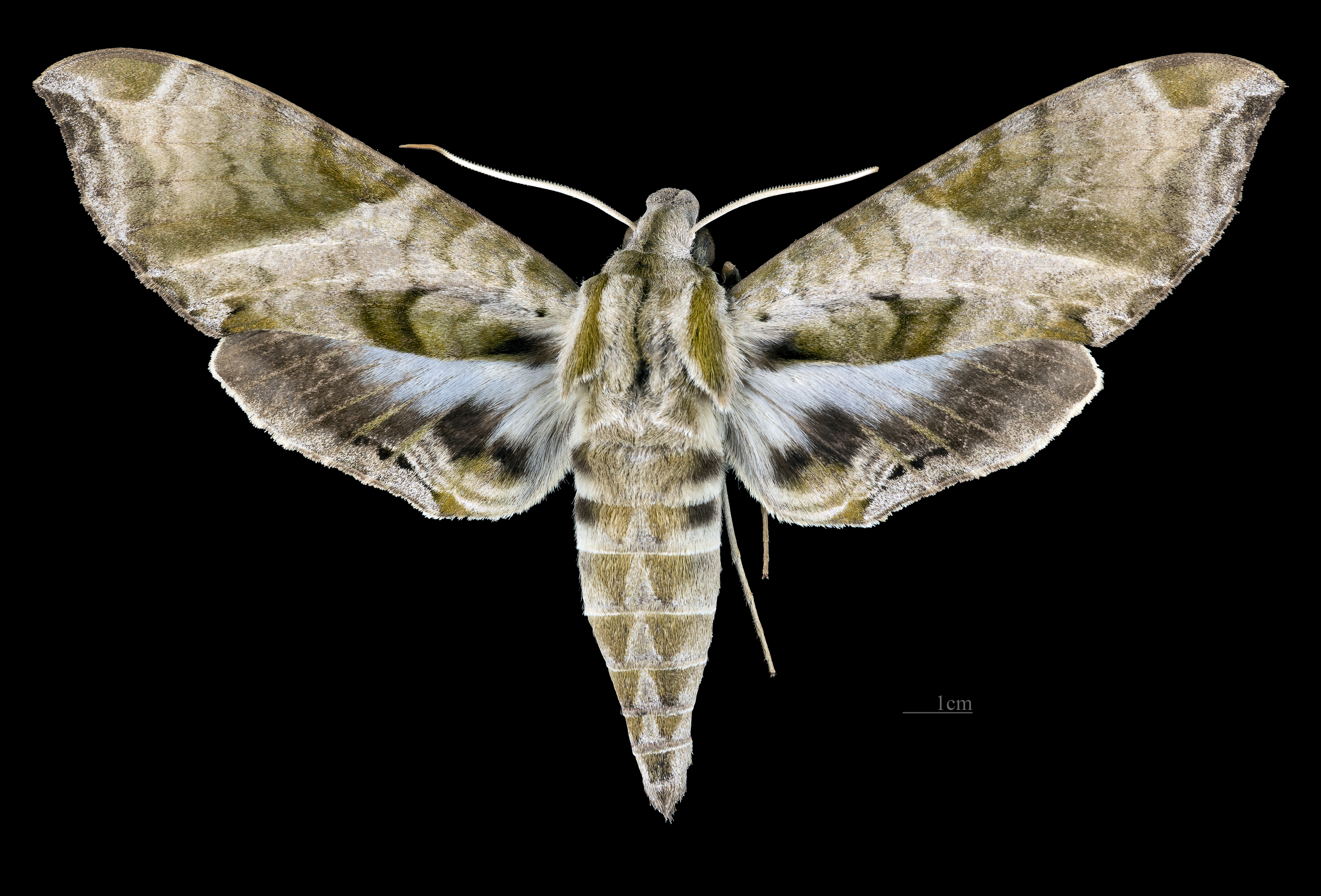
Eumorpha elisa
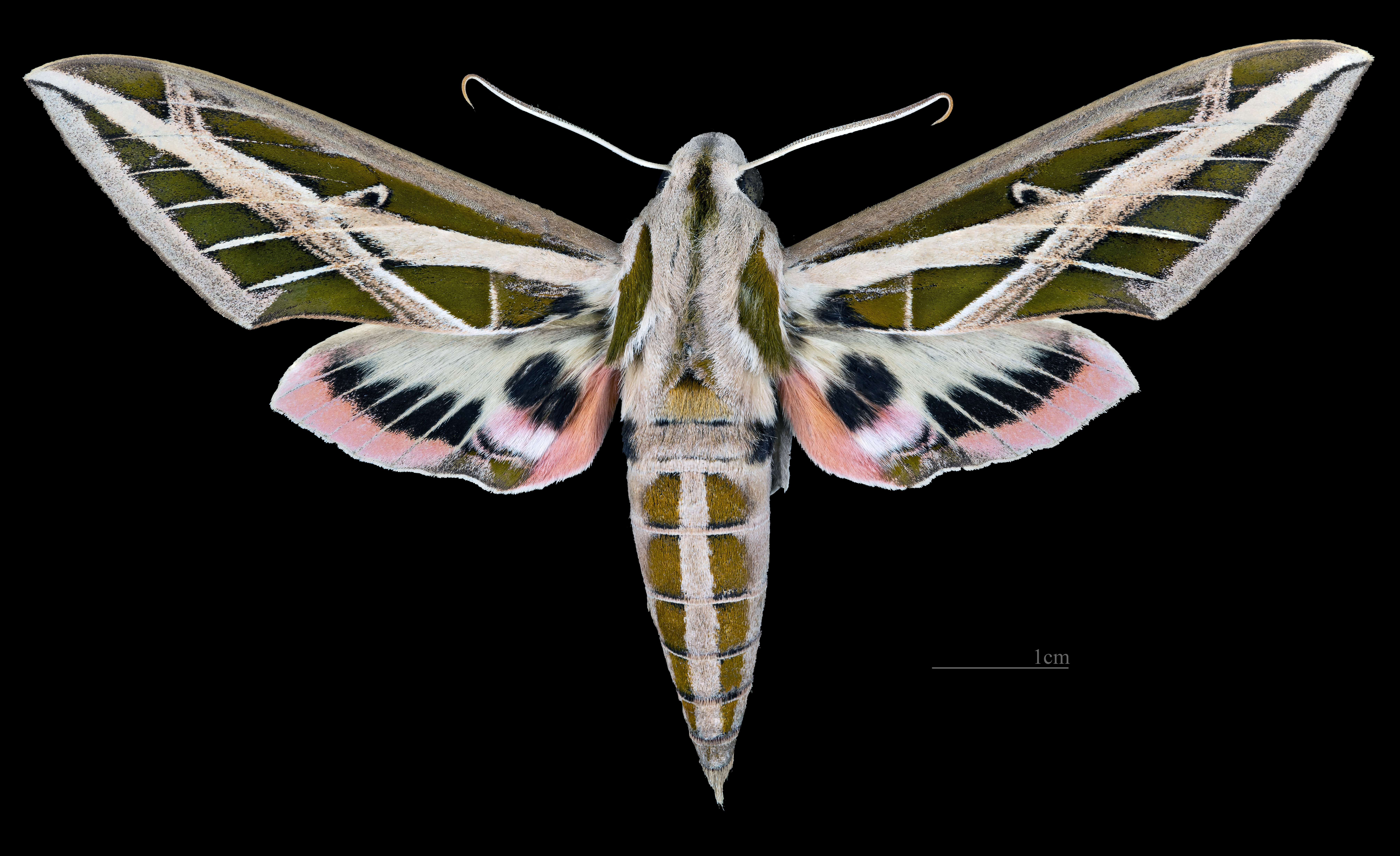
Eumorpha fasciata
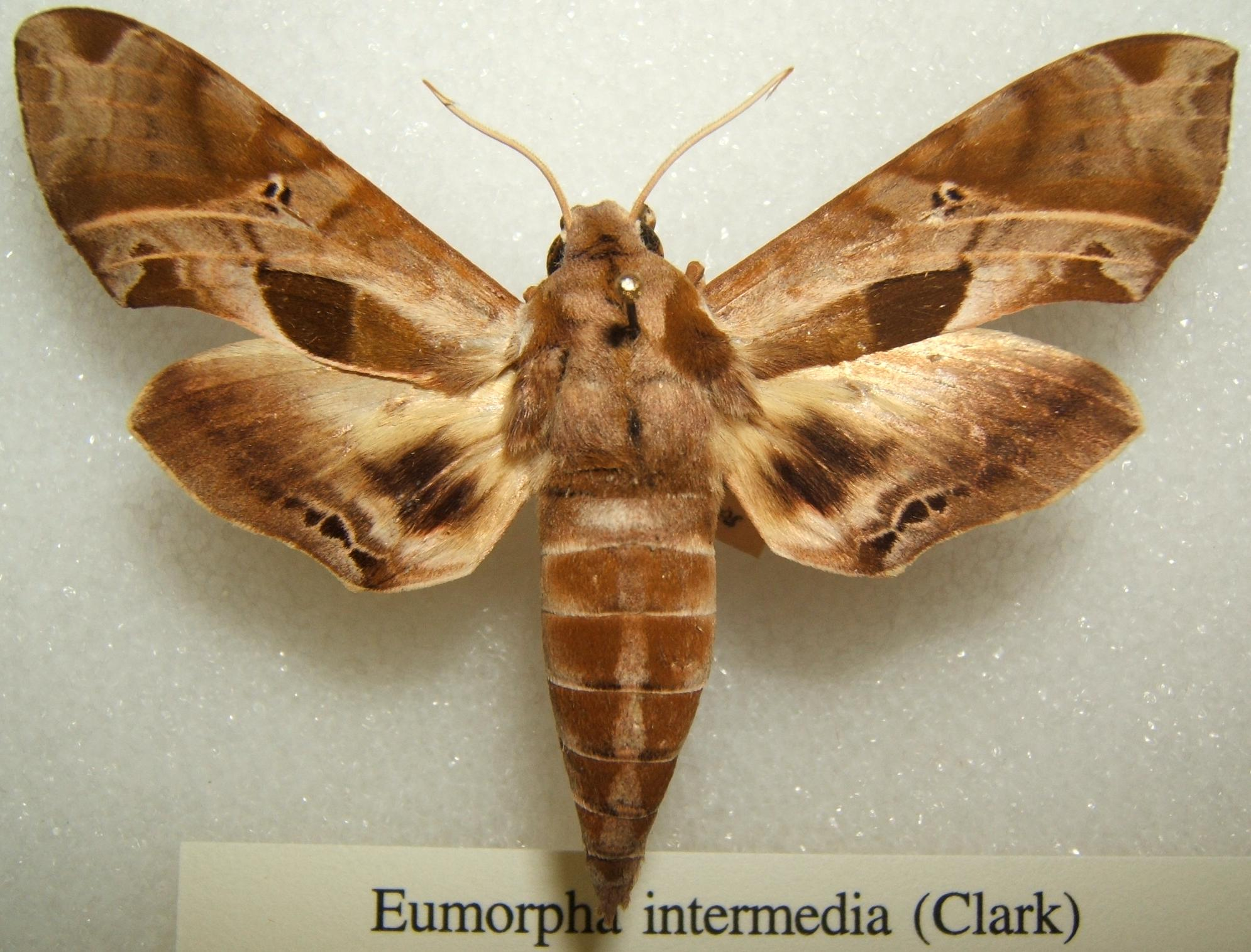
Eumorpha intermedia
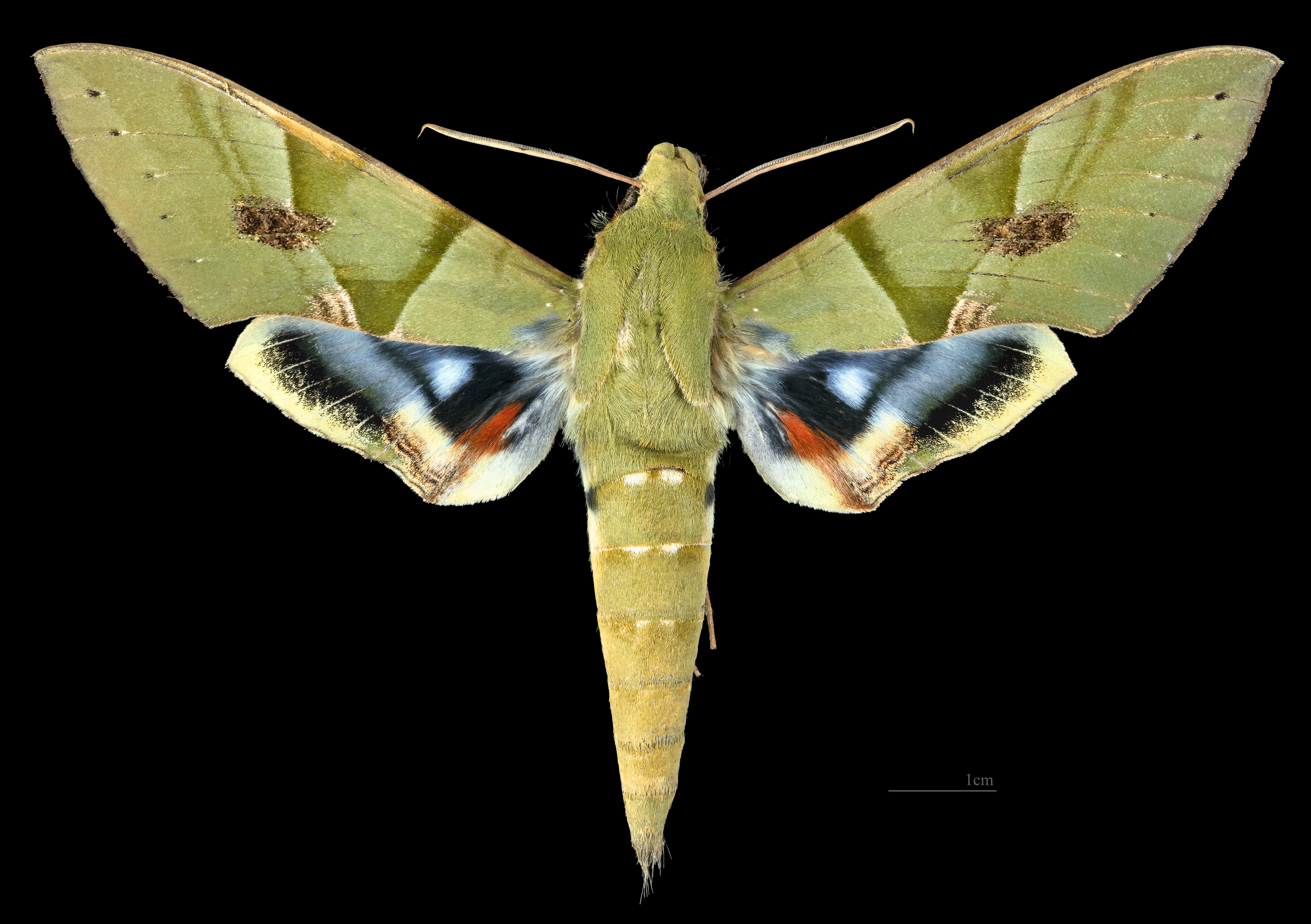
Eumorpha labruscae
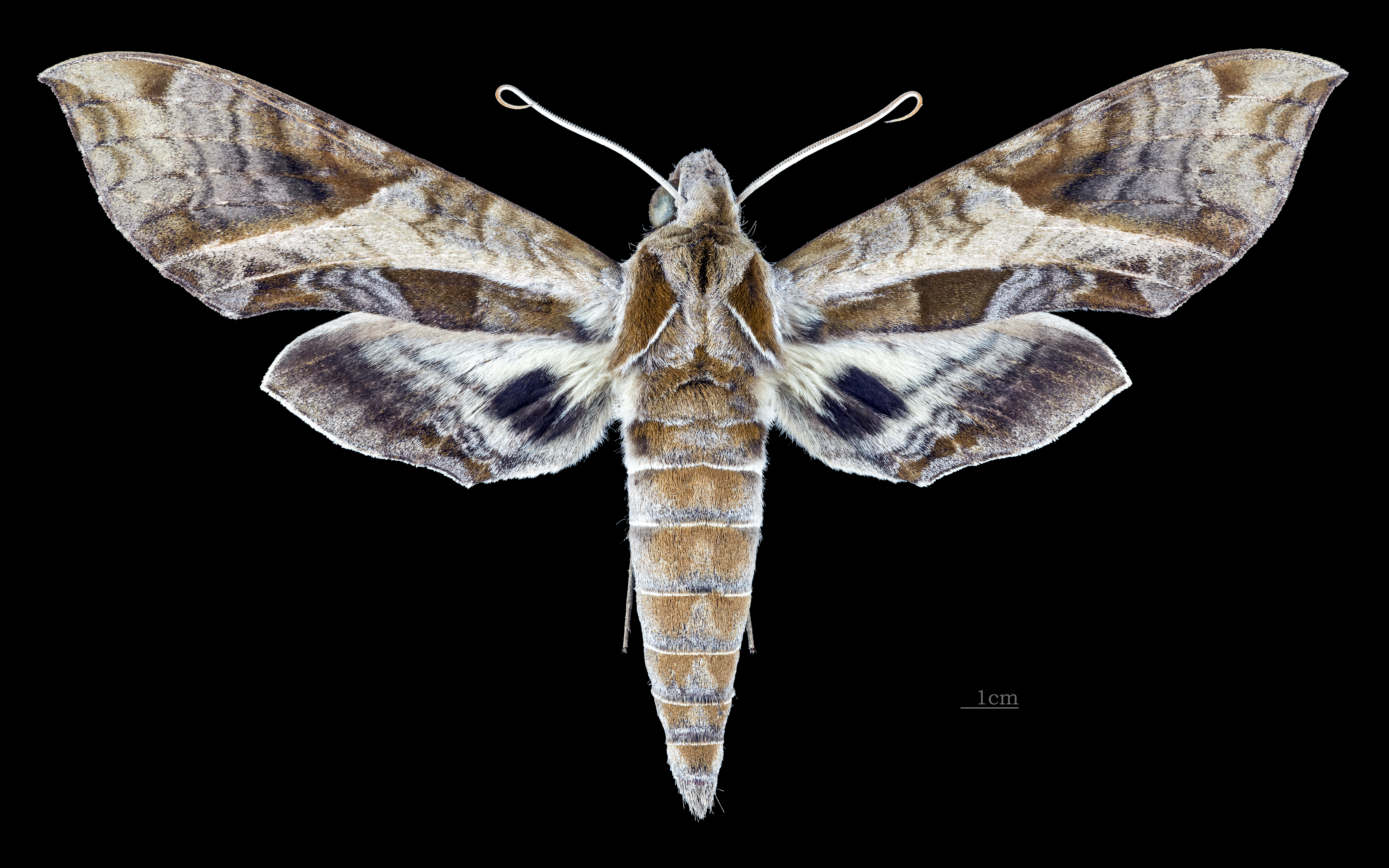
Eumorpha megaeacus
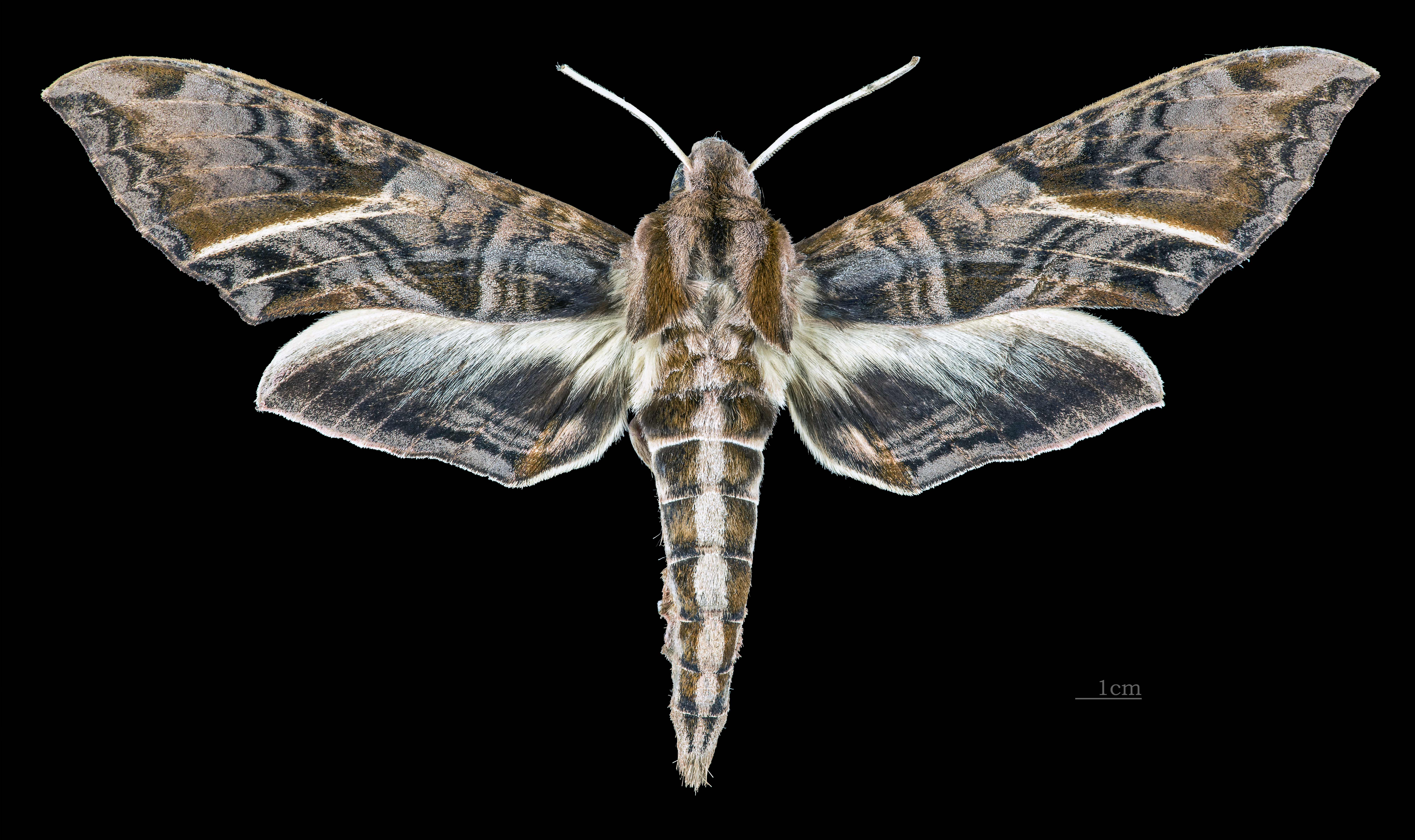
Eumorpha neuburgeri
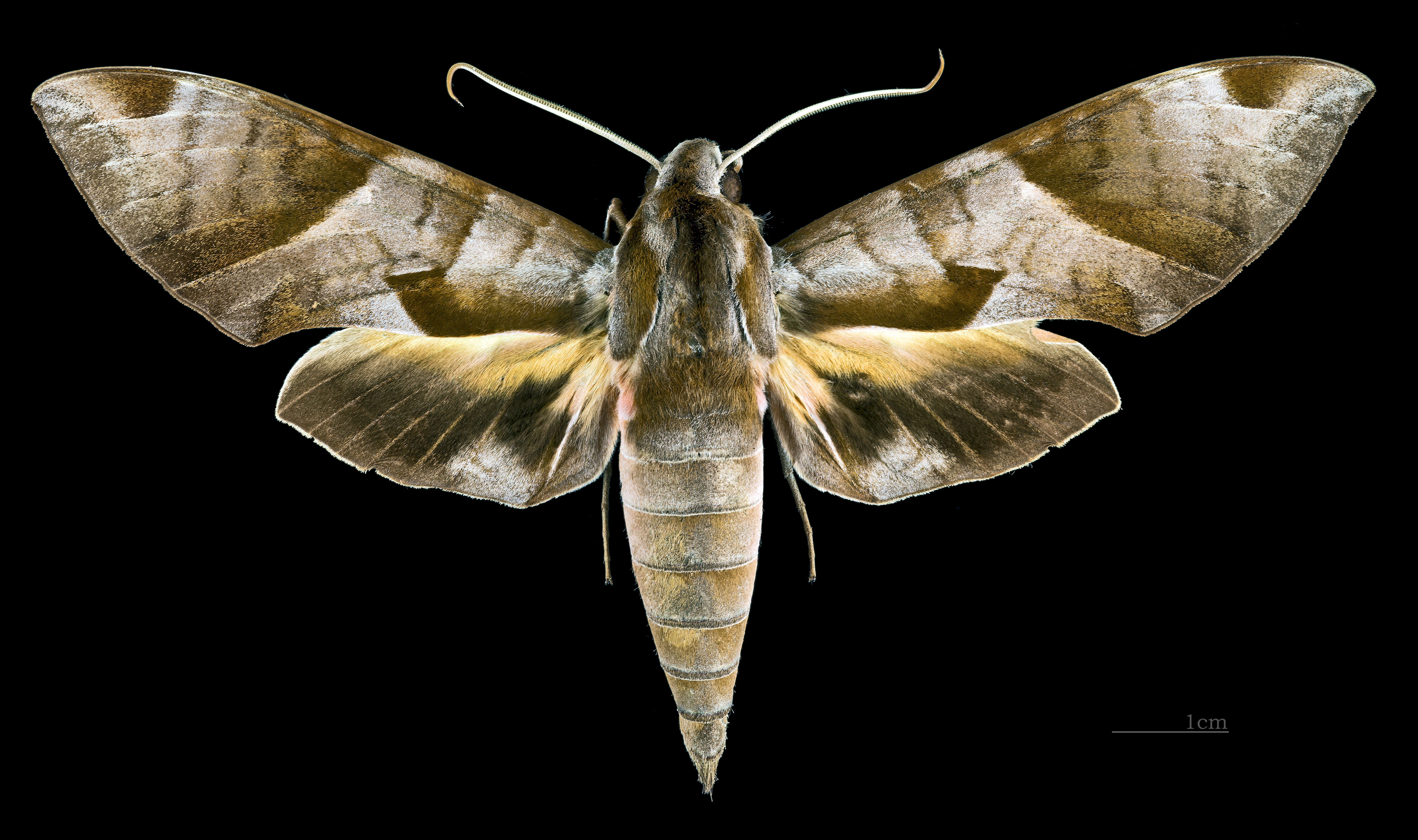
Eumorpha obliquus
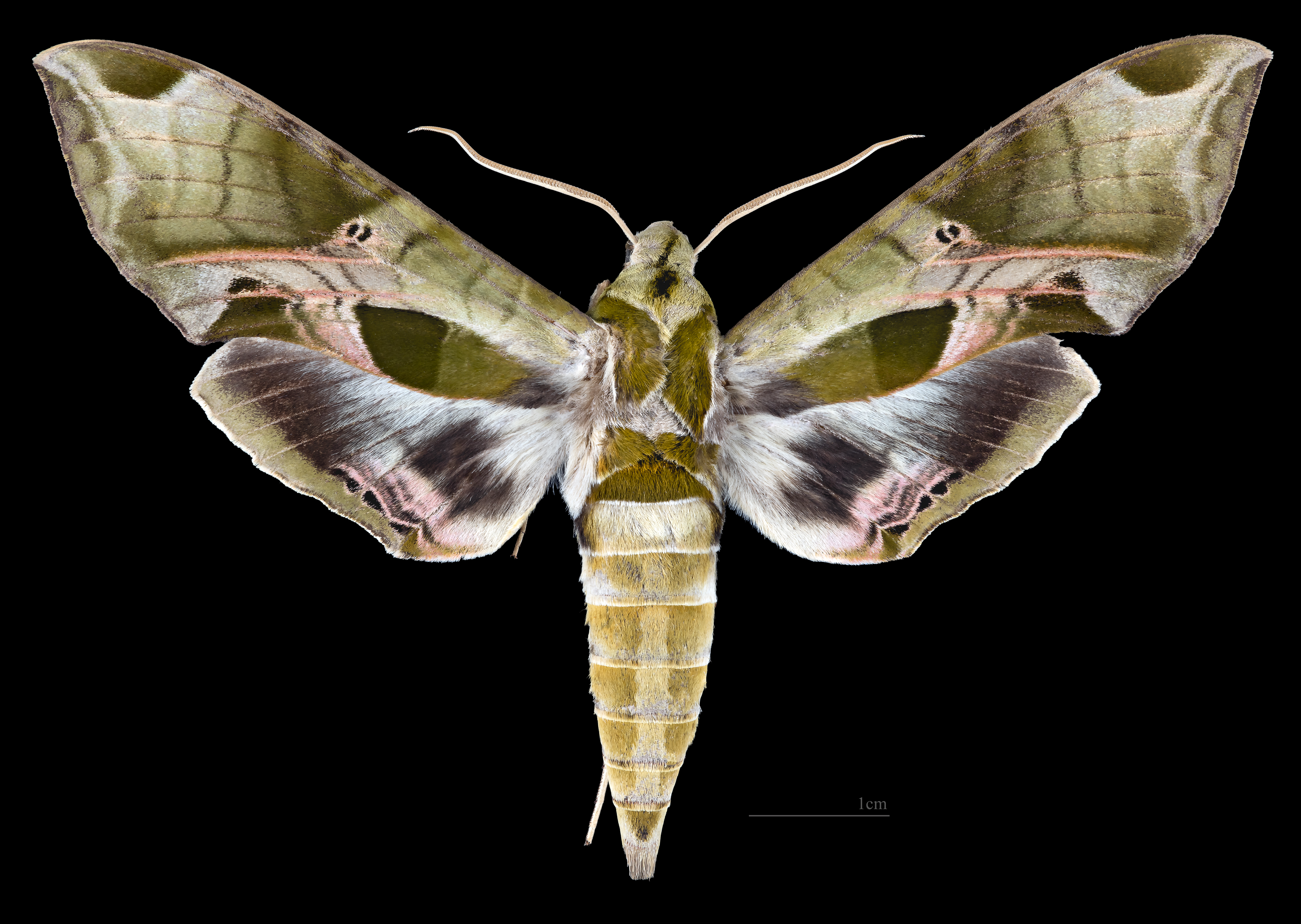
Eumorpha pandorus
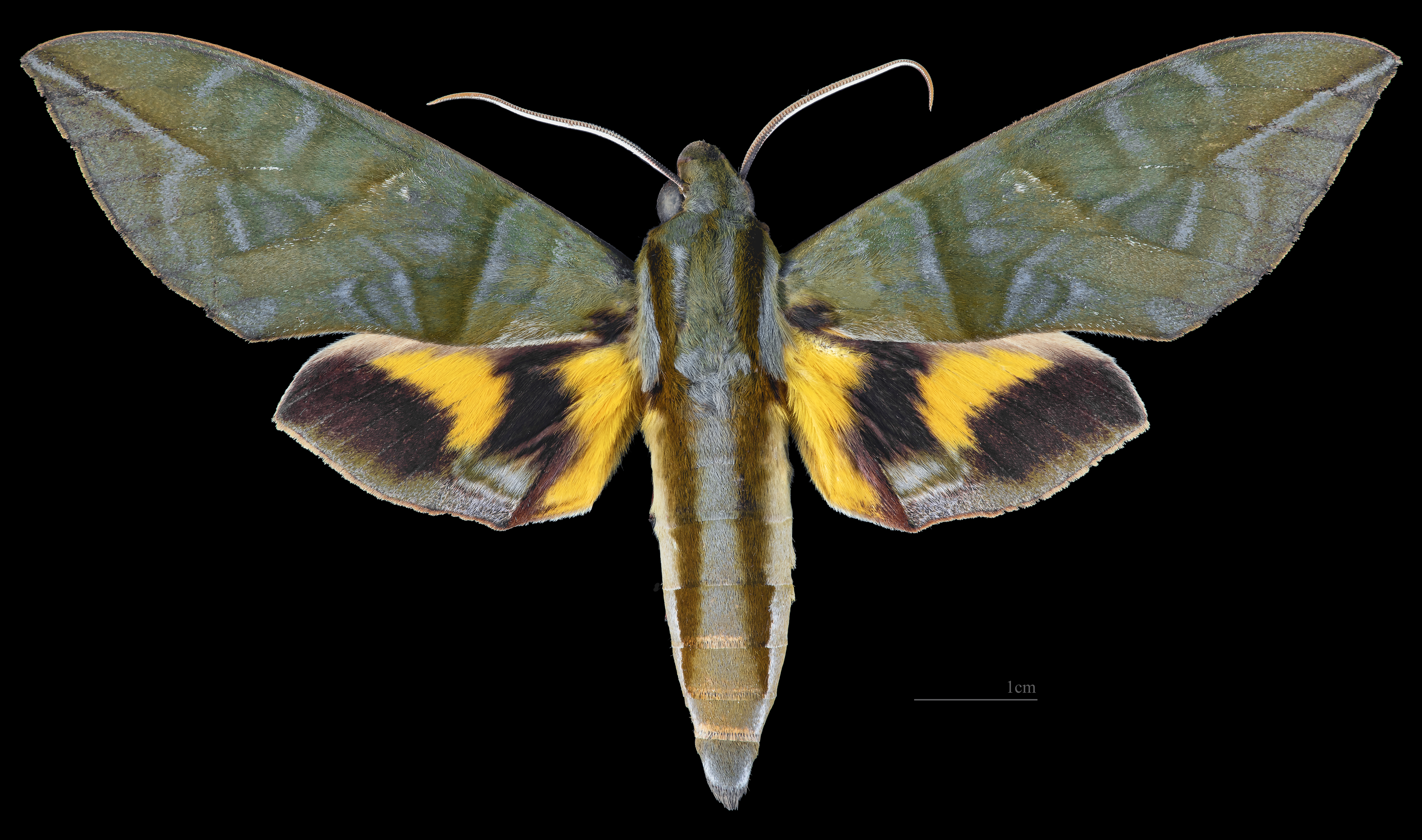
Eumorpha phorbas
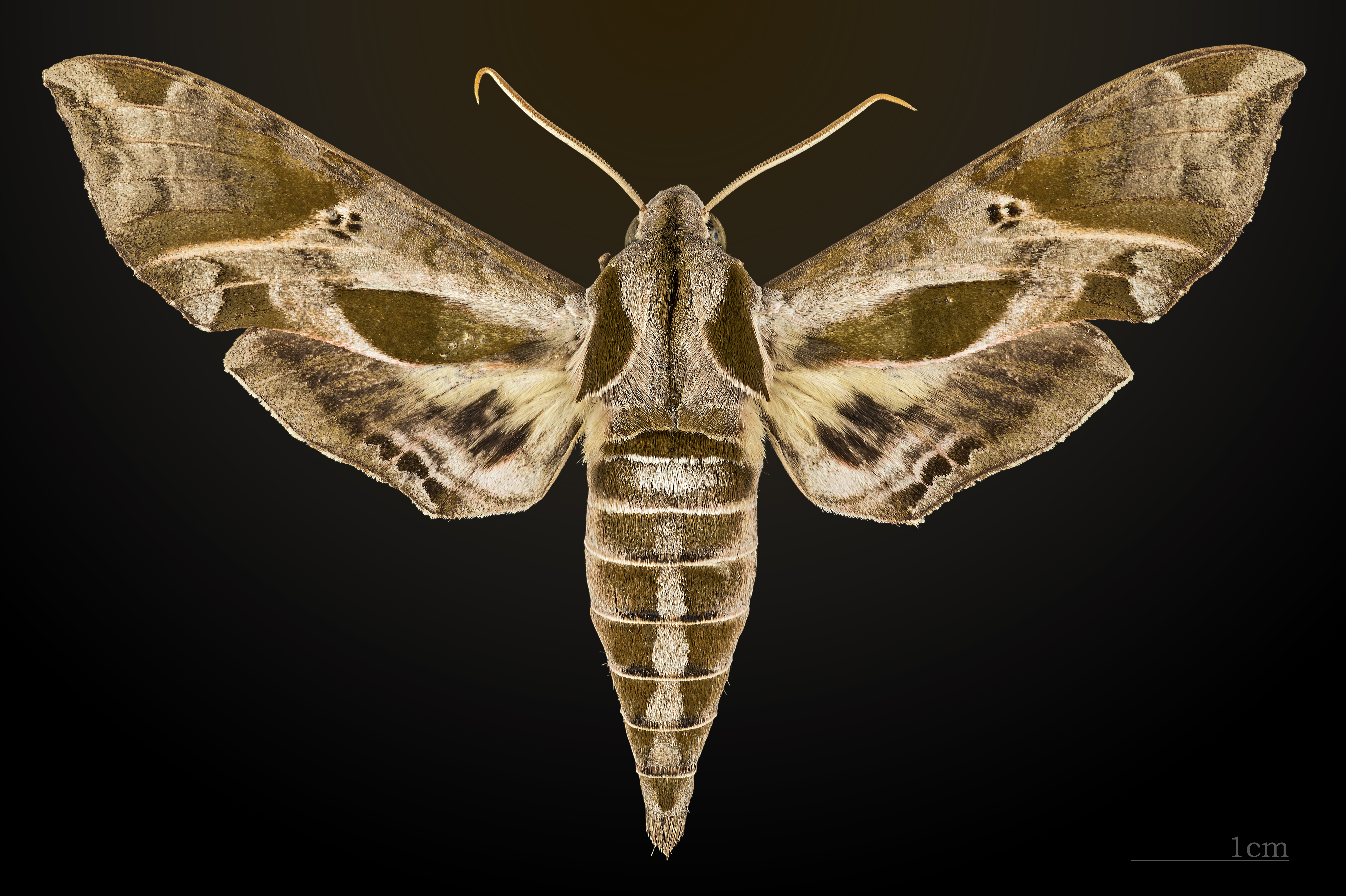
Eumorpha satellitia
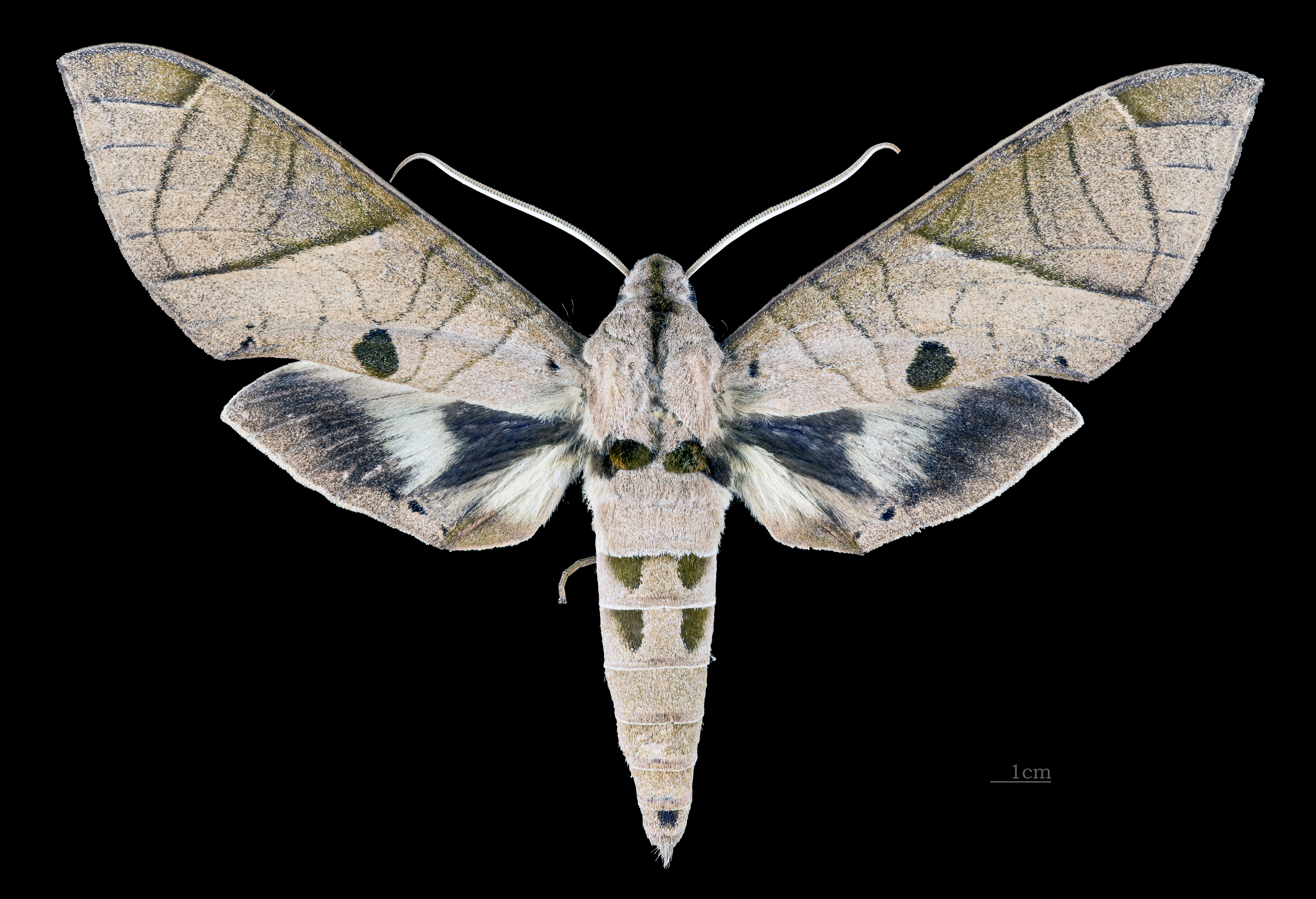
Eumorpha translineatus
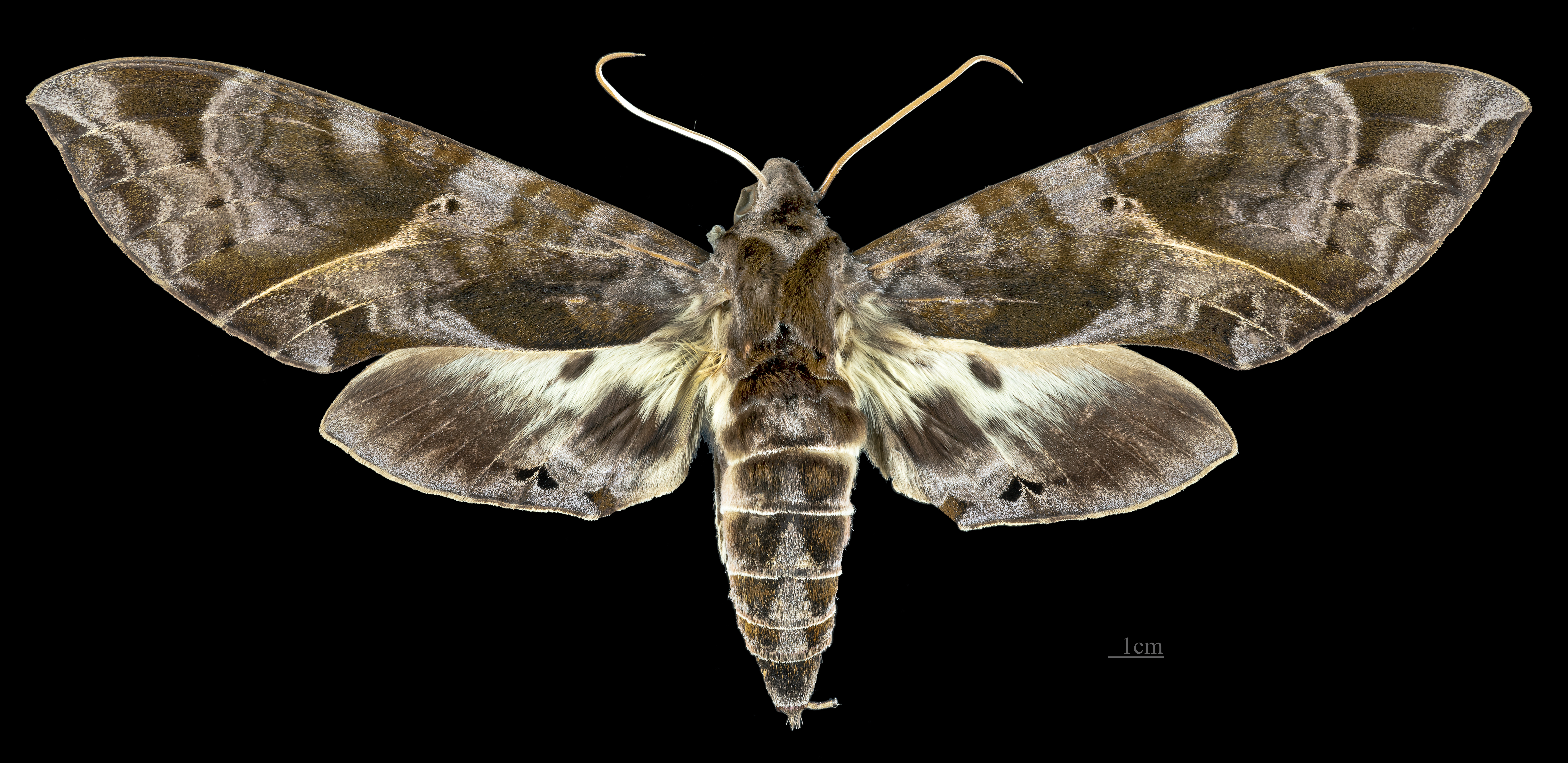
Eumorpha triangulum
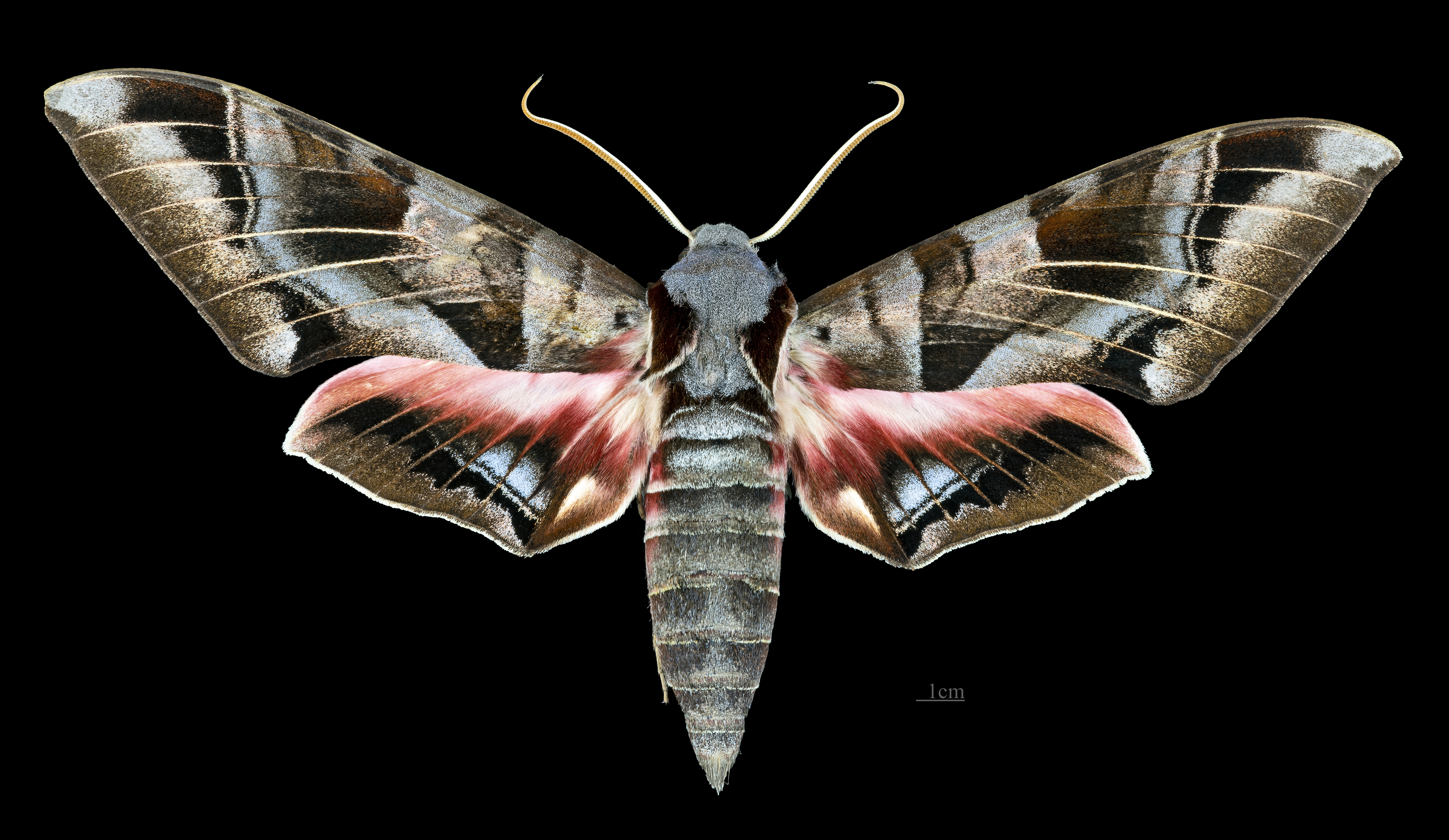
Eumorpha typhon
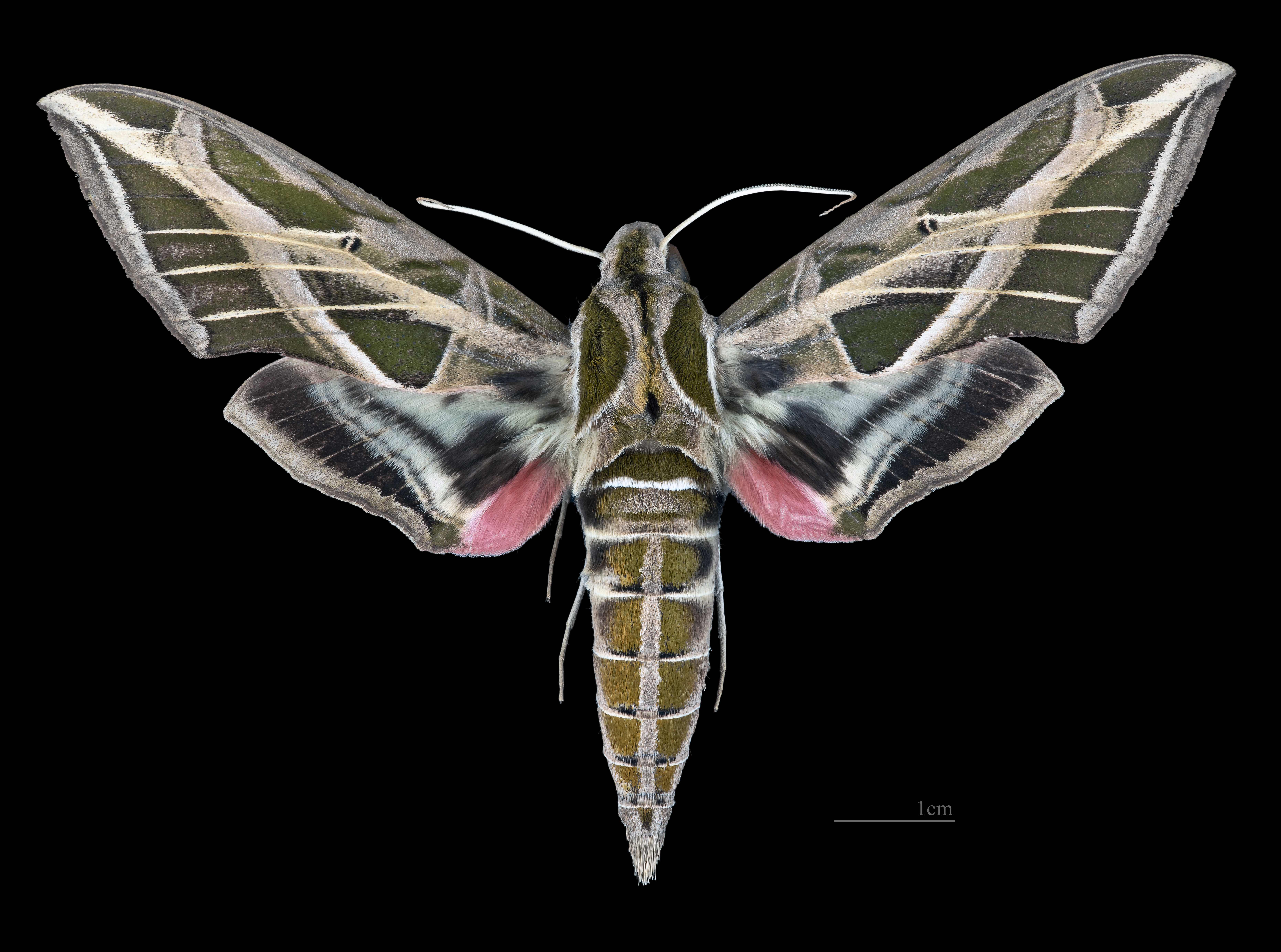
Eumorpha vitis